# Myrioblephara nigrilinearia
Myrioblephara nigrilinearia är en fjärilsart som beskrevs av John Henry Leech 1897. Myrioblephara nigrilinearia ingår i släktet Myrioblephara och familjen mätare. Inga underarter finns listade i Catalogue of Life.